# Фукс, Виктор (экономист)
Виктор Роберт Фукс (англ. Victor Robert Fuchs; 31 января 1924, Нью-Йорк, Нью-Йорк — 16 сентября 2023, Стэнфорд, Калифорния или Пало-Алто, Калифорния) — американский экономист, педагог, специалист в области здравоохранения. Доктор философии (1955), эмерит-профессор Стэнфордского университета и старший фелло его Freeman Spogli Institute, а также сотрудник Center for Health Policy, Primary Care and Outcomes Research того же университета. Член Американского философского общества (1990) и Национальной медицинской академии США.
Бакалавр Нью-Йоркского университета; магистр и доктор философии (1955) Колумбийского университета. Ныне именной профессор (Henry J. Kaiser, Jr., Professor) Стэнфорда (эмерит).
Президент Американской экономической ассоциации (1995).
Член Американской академии искусств и наук.
Лауреат премии Дж. Р. Коммонса (2001).

## Труды
- Who Shall Live? Health, Economics and Social Choice (1974)
- The Health Economy (1986)
- Будущее политики здравоохранения (The Future of Health Policy, 1994)
- Экономическая теория, ценности и реформа здравоохранения (Economics, Values, and Health Care Reform, 1996)